# Feaella parva
Feaella parva är en spindeldjursart som beskrevs av Beier 1947. Feaella parva ingår i släktet Feaella och familjen Feaellidae. Inga underarter finns listade i Catalogue of Life.